# Omar Shargawi
Omar Shargawi (født 1974, København) er en dansk filminstruktør med danske og palæstinensiske rødder. I 2008 debuterede Omar med filmen Gå med fred, Jamil. Før han sprang ud som filminstruktør arbejdede han som fotograf.
Shargawis dokumentarfilm fra 2011, 1/2 revolution, skulle have været en film om gadebørn i Cairo men kort efter hans ankomst til byen begyndte revolutionen i Ægypten som en del af Det arabiske forår, og Shargawi filmede i stedet en personlig historie omkring begivenhederne.
I 2012 belønnede Aljazeera International Documentary Festival dokumentarfilmen med en Aljazeera Golden Award for "bedste lange dokumentar".
Shargawi havde tidligere på året modtaget Nordisk Film Prisen.

## Filmografi
| År   | Titel                  | Rolle  | Note                      |
| ---- | ---------------------- | ------ | ------------------------- |
| 2008 | Gå med fred, Jamil     | Omar   | Instruktør og skuespiller |
| 2009 | Fra Haifa til Nørrebro |        | Instruktør og skuespiller |
| 2011 | 1/2 revolution         |        | Dokumentarfilminstruktør  |
| 2017 | Den skyldige           | Rashid |                           |